# Алаканук (Аљаска)
Алаканук (енгл. Alakanuk) град је у америчкој савезној држави Аљаска.

## Демографија
По попису из 2010. године број становника је 677, што је 25 (3,8%) становника више него 2000. године.
| Група                 | 2000.       | 2010.       |
| Амерички староседеоци | 622 (95,4%) | 643 (95,0%) |
| Белци                 | 13 (2,0%)   | 14 (2,1%)   |
| Афроамериканци        | 0 (0,0%)    | 0 (0,0%)    |
| Азијати               | 1 (0,2%)    | 3 (0,4%)    |
| Хиспаноамериканци     | 0 (0,0%)    | 0 (0,0%)    |
| Укупно                | 652         | 677         |